# رم ۳۷۳۹
سیارک ۳۷۳۹ (به انگلیسی: 3739 Rem، نامگذاری:1977RE2) سه هزار و هفتصد و سی و نهمین سیارک کشف شده‌است که در ۸ سپتامبر ۱۹۷۷ کشف شد.
قدر مطلق سیارک برابر ۱۳٫۴۰ است.